# Thomas Stecher
Thomas Stecher (* 22. Februar 1961 in Ost-Berlin) ist ein deutscher Schauspieler, Theaterregisseur, Synchron- und Hörspielsprecher.

## Leben
Thomas Stecher wurde 1961 in Berlin als Sohn des Schauspielerehepaares Kati Székely und Hans-Edgar Stecher geboren. Bereits im Alter von elf Jahren stand er 1972 in der Volksbühne Berlin in dem Stück Der goldene Elefant auf der Bühne, nachdem er schon 1971 in dem Fernsehspiel Die Pulverprobe mitwirkte. Von 1981 bis 1985 studierte er an der  Hochschule für Schauspielkunst „Ernst Busch“. Noch vor dem Studium hatte er mit einer Hauptrolle seinen ersten DEFA-Film Romanze mit Amélie gedreht, sowie 1983 eine tragende Rolle im Hans Otto Theater Potsdam gespielt. Bis 1995 hatte er ein Engagement am Staatsschauspiel Dresden und arbeitete dann bis 1999 am Berliner Ensemble. In den Jahren 1997 bis 2003 gab er mehrere Gastspiele bei den Freilichtspielen Schwäbisch Hall. Ab 2001 spielte er an verschiedenen Theatern in Dresden und an der Neuen Bühne Senftenberg. In den letzten Jahren war er auch als Theaterregisseur tätig.
Für verschiedene Filme sprach Thomas Stecher die Synchronfassungen und wirkte für den Rundfunk in über hundert Hörspielen mit. Für beide Sprecheraufgaben war er bereits als Kind sehr gefragt.

## Filmografie
- 1979: Plantagenstraße 19 (Fernsehfilm)
- 1982: Romanze mit Amélie
- 1985: Die dritte Frau (Fernseh-Zweiteiler)
- 1986: Jorinde und Joringel (Fernsehfilm)
- 2013: In aller Freundschaft (Fernsehserie, 1 Episode)
- 2014: Ein Fall von Liebe (Fernsehserie, 1 Episode)
- 2015: Das Geständnis
- 2017: Zuckersand (Fernsehfilm)
- 2018: Der Fall Collini
- 2019: Polizeiruf 110: Mörderische Dorfgemeinschaft (Fernsehreihe)
- 2019: Tatort: Nemesis (Fernsehreihe)
- 2021: Große Freiheit
- 2022: In einem Land, das es nicht mehr gibt
- 2023: Der Zeuge

## Theater

### Schauspieler
- 1972: Alexander Kopkow: Der goldene Elefant – Regie: Fritz Marquardt/Berndt Renne/Roland Bischoff (Volksbühne Berlin)
- 1983: Wiktor Rosow: Das Nest des Auerhahns (Prow) – Regie: Günter Rüger (Hans Otto Theater Potsdam)
- 1984: Ernst Toller: Hoppla, wir leben (Karl Thomas) – Regie: Ulrich Engelmann (Hochschule für Schauspielkunst „Ernst Busch“ mit dem Deutschen Theater Berlin – Kammerspiele)
- 1985: Heiner Müller: Philoktet (Neoptolemos) – Regie: Peter Schroth/Peter Kleinert (Hochschule für Schauspielkunst „Ernst Busch“ im Berliner Arbeiter-Theater)
- 1987: Heiner Müller: Anatomie Titus Fall of Rome ein Shakespearekommentar (Lucius) – Regie: Wolfgang Engel (Staatsschauspiel Dresden)
- 1987: Christoph Hein: Passage (Kurt) – Regie: Klaus Dieter Kirst (Staatsschauspiel Dresden)
- 1988: Collin Higgins: Harold und Maud (Harold) – Regie: Rudolf Donath  (Staatsschauspiel Dresden)
- 1988: Andrzej Wajda nach Fjodor Dostojewski: Schuld und Sühne (Raskolnikow) – Regie: Klaus Dieter Kirst (Staatsschauspiel Dresden – Kleines Haus)
- 1989: Christoph Hein: Die Ritter der Tafelrunde (Mordret) – Regie: Klaus Dieter Kirst (Staatsschauspiel Dresden – Kleines Haus)
- 1990: Gaston Salvatore: Stalin (Stalin) – Regie: Heinz Drewniok (Staatsschauspiel Dresden)
- 1991: Georg Seidel: Villa Jugend – Regie: Lutz Graf (Staatsschauspiel Dresden)
- 1993: Michael Wildenhain: Umstellt (Joachim) – Regie: Hasko Weber  (Staatsschauspiel Dresden)
- 1996: Bertolt Brecht: Der aufhaltsame Aufstieg des Arturo Ui (Butcher) – Regie: Heiner Müller (Berliner Ensemble)
- 1997: Bertolt Brecht: Leben des Galilei – Regie: B. K. Tragelehn (Berliner Ensemble)
- 2000: Hugo von Hofmannsthal: Jedermann (Teufel) – Regie: Achim Plato (Freilichtspiele Schwäbisch Hall)
- 2003: Francois Nocher: Tschechow-Tschechowa (Tschechow) – Regie: Helfried Schöbel (Dresdner Hoftheater)
- 2004: Dario Fo/Franca Rame: Offene Zweierbeziehung – Regie: Klaus Dieter Kirst (Theaterkahn Dresden)
- 2005: Heinrich von Kleist: Michael Kohlhaas (Monolog) – Regie: Sewan Latchinian (Neue Bühne Senftenberg)
- 2006: Ray Cooney: Taxi, Taxi (John Smith) – Regie: Holger Böhme  (Comödie Dresden)
- 2007: Jordi Galceran: Die Grönholm-Methode (Fernando Porta) – Regie: Holger Böhme (Theaterkahn Dresden)
- 2008: William Shakespeare: Ein Sommernachtstraum (Peter Squenz) – Regie: Sewan Latchinian (Neue Bühne Senftenberg)
- 2010: Ingrid Lausund: Bandscheibenvorfall (Kretzky) – Regie: Daniel Minetti (Societaetstheater Dresden)
- 2011: Anthony Shaffer/ Harold Pinter: Revanche (Milo Tindle) – Regie: Holger Böhme (Theaterkahn Dresden)
- 2017: Max Frisch: Biografie: Ein Spiel (Kürmann) – Regie: Amina Gusner (Societaetstheater Dresden)
- 2019: Ron Hutchinson: Mondlicht und Magnolien (Victor Fleming) – Regie: Arne Retzlaff (Theaterkahn Dresden)

### Regisseur
- 1998: Erica Fischer: Aimée und Jaguar – Eine andere Liebe in Deutschland (Societaetstheater Dresden)
- 1999: Peter Hacks nach Johann Wolfgang von Goethe: Das Jahrmarktsfest zu Plundersweilern (Freilichtspiele Schwäbisch Hall)
- 2000: Eugen Ruge: Restwärme (Freilichtspiele Schwäbisch Hall)
- 2001:  Conor McPherson: Salzwasser (Freilichtspiele Schwäbisch Hall)
- 2002: Brian Friel Molly Sweeney (Societaetstheater Dresden)
- 2005: Yasushi Inoue: Das Jagdgewehr (Societaetstheater Dresden)
- 2006: Esther Vilar: Die Strategie der Schmetterlinge (Theater Wechselbad Dresden/Dehnberger Hof Theater)
- 2007: Jean-Paul Sartre: Geschlossene Gesellschaft (Societaetstheater Dresden)
- 2008: Marguerite Duras: Hiroshima, mon amour (Societaetstheater Dresden)
- 2010: Jean Cocteau: Die menschliche Stimme (Societaetstheater Dresden)
- 2011: Ingrid Lausund: Zuhause (Societaetstheater Dresden)
- 2013: Felicia Zeller: X-Freunde (Societaetstheater Dresden)
- 2016: Edward Albee: Wer hat Angst vor Virginia Woolf? (Societaetstheater Dresden)
- 2017: Sam Bobrick/Ron Clark: Mörderkarussell (Theater am Wandlitzsee)
- 2018: Prosper Mérimée:  Carmen –  Eine Flamencoerzählung (Theaterkahn Dresden)

## Hörspiele
- 1987: Manfred Müller: Die wunderbare Ziege (Dukhiran) – Regie: Manfred Täubert (Kinderhörspiel – Rundfunk der DDR)
- 1987: Sybill Mehnert: Vertrauenskrisen (Daniel) – Regie: Detlef Kurzweg (Kurzhörspiel aus der Reihe Waldstraße Nummer 7 – Rundfunk der DDR)
- 1987: Sybill Mehnert: Wie’s der Zufall will (Daniel Markowiak) – Regie: Rainer Schwarz (Kurzhörspiel aus der Reihe Waldstraße Nummer 7 – Rundfunk der DDR)
- 1992: Jo Fabian: Die Idioten (Sprecher) – Regie: Horst Liepach (Hörspiel – MDR)
- 1993: Beate Morgenstern: König Salomo (Junger Salomo) – Regie: Christian Gebert  (Hörspiel aus der Reihe Bibelgeschichten – MDR)
- 1993: George Bernard Shaw: Pygmalion (Freddy) – Regie: Klaus Zippel (Hörspiel – MDR)
- 2003: Stefan Heym: Crusaders/Kreuzfahrer (Fähnrich Heberle) – Regie: Walter Adler (Hörspiel, 6. Teil – MDR)
- 2006: Pauline Clarke: Die zwölf vom Dachboden (Vater) – Regie: Bernhard Jugel (Kinderhörspiel – MDR)

## Auszeichnungen
- 1984: Kritikerpreis der Berliner Zeitung als bester jugendlicher Darsteller in Ernst Tollers Hoppla, wir leben